# Salon (India)
Salon is een nagar panchayat (plaats) in het district Raebareli van de Indiase staat Uttar Pradesh.

## Demografie
Volgens de Indiase volkstelling van 2001 wonen er 13.166 mensen in Salon, waarvan 51% mannelijk en 49% vrouwelijk is. De plaats heeft een alfabetiseringsgraad van 50%.